# Kunugia ampla
Kunugia ampla är en fjärilsart som beskrevs av Walker 1855. Kunugia ampla ingår i släktet Kunugia och familjen ädelspinnare. Inga underarter finns listade i Catalogue of Life.